# Capitaine Apache
Ne doit pas être confondu avec Captain Apache.
Capitaine Apache est une série de bande dessinée de western écrite par Roger Lécureux et dessinée par Norma. Elle paraît dans Pif Gadget entre 1975 et 1986.

## Synopsis
Okada est un adolescent né d'une mère amérindienne, Iowa-la-douce, et d'un père irlandais, Johnny O'Wilburd ; père et fils se confrontent aux injustices et discriminations de l'Ouest américain. La série dure une centaine d'épisodes. Des dossiers thématiques accompagnent parfois les épisodes, leur conférant une dimension didactique.

## Genèse de l'œuvre
Après avoir écrit la série Kocis pour le périodique Ivanhoé, Roger Lécureux souhaite remettre en scène un amérindien dans une bande dessinée de western.
La série est publiée à partir du numéro d'octobre 1975 dans Pif Gadget.
Norma, quant à lui, manifeste dans la série l'influence de Blueberry. En 1986, il est remplacé par un dessinateur espagnol, selon ses dires, « Viré comme un malpropre ».

## Réception
Originalité dans le paysage de la bande dessinée de western de l'époque, le personnage principal est un indien. Le paysage emprunte aux codes de l'imaginaire de l'ouest américain (Monument Valley) ainsi que de celui de l’industrie cinématographique. Le territoire ainsi dessiné mêle étroitement réalité et fiction dans un même lieu.

## Albums
La série est publiée en albums à partir de 1980.
- Éditions Vaillant

1. Capitaine Apache, éd. Vaillant, mai 1980  (ISBN 2-261-00735-3)
2. L'enfance d'un guerrier, éd. Vaillant, octobre 1980  (ISBN 2-261-00779-5)
3. Fils contre père, éd. Vaillant, janvier 1981  (ISBN 2-261-00825-2)
4. Un papoose de ton âge, éd. Vaillant, juin 1981  (ISBN 2-261-00891-0)

- Éditions Messidor

1. Sang pour sang, éd. Messidor, coll. Pif, la Farandole, octobre 1986  (ISBN 2-209-05860-0)

- Soleil Productions

1. Capitaine Apache 1, éd. Soleil, coll. Soleil Junior, mai 1995  (ISBN 2-87764-339-5)
2. Capitaine Apache 2, éd. Soleil, coll. Soleil Junior, mai 1995  (ISBN 2-87764-340-9)

- Les Éditions du Taupinambour proposent ensuite plusieurs intégrales dans les années 2010.